# 揭陽戰鬥
揭陽戰鬥發生於1927年9月26日－30日，地點則是在中國粵東，是賀龍率领南昌起义部队（國民革命軍第九軍第一師）南下后的战役。交戰一方為國民革命軍第四軍。戰鬥末了，賀龍敗，並轉進廣東省的陸豐、海豐。